# Maizuru
Pour les articles homonymes, voir Maizuru (homonymie).
Maizuru (舞鶴市, Maizuru-shi) est une municipalité ayant le statut de ville dans la préfecture de Kyoto, au Japon.

## Géographie

### Situation
Maizuru est située dans le nord de la préfecture de Kyoto, au bord de la baie de Wakasa.

### Démographie
En mars 2024, la ville de Maizuru comptait 76 209 habitants, répartis sur une superficie de 342,13 km2.

### Hydrographie
Maizuru est traversée par le fleuve Yura.

## Histoire

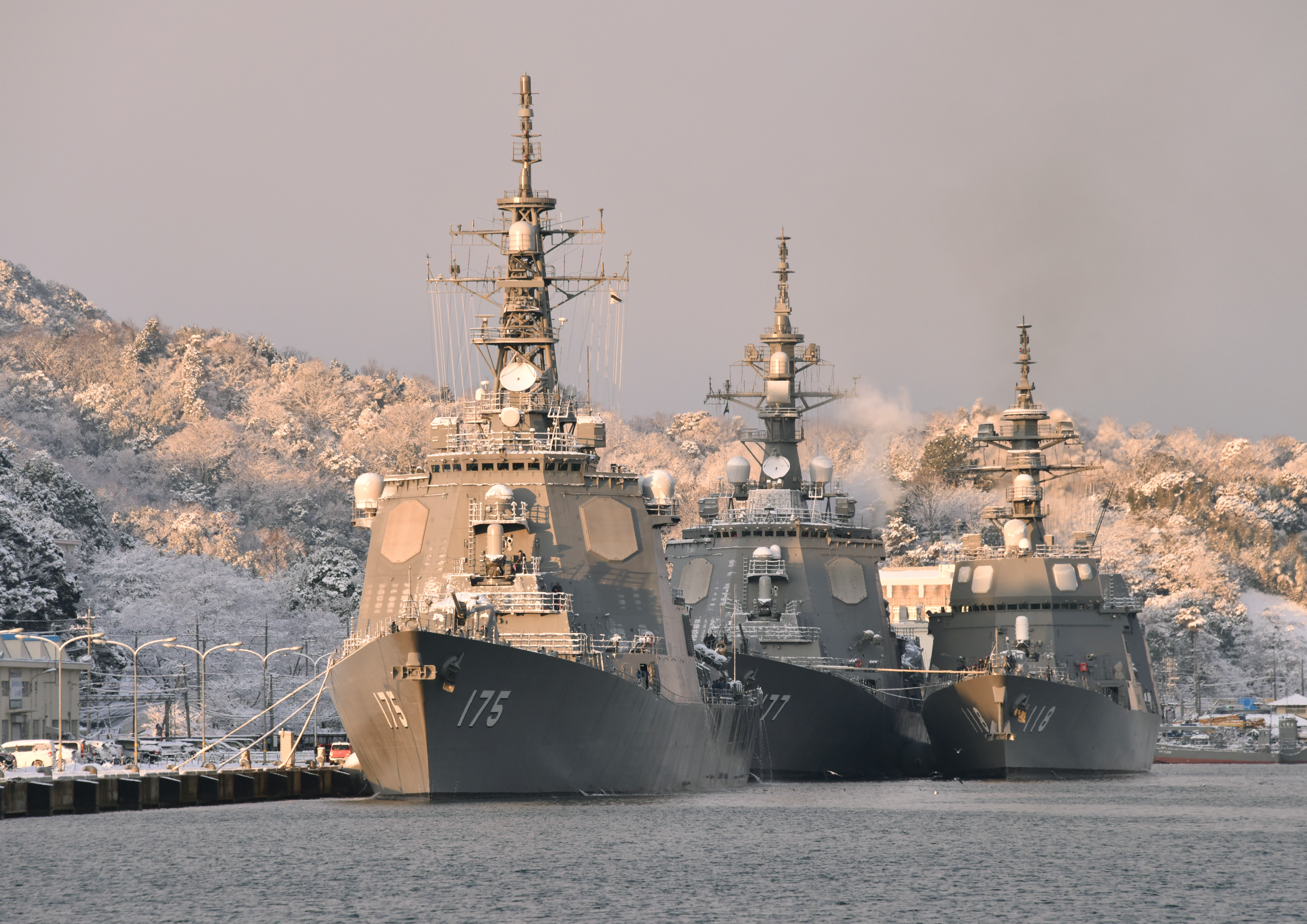
Base de Maizuru des forces d'autodéfense maritime du Japon, quai Nord.

La ville s'est considérablement développée lorsque le district naval de Maizuru a été créé en 1889. L'arsenal naval a été créé en 1901. Pendant la guerre russo-japonaise, de nombreux navires de guerre y étaient basés, en raison de sa proximité avec la mer du Japon. Après la Seconde Guerre mondiale, Maizuru était un port important pour le retour des militaires et des détenus japonais d'Asie continentale. Aujourd'hui, Maizuru est l'un des quartiers généraux de la Force maritime d'autodéfense japonaise.
Le bourg moderne de Miyazu a été créé en 1889. Il obtient le statut de ville le 27 mai 1943.

## Transports
Maizuru est desservie par les lignes Maizuru et Obama de la JR West et la ligne Miyazu de la Kyoto Tango Railway. Les gares de Nishi-Maizuru et Higashi-Maizuru sont les principales gares de la ville.

## Jumelage
Miyazu est jumelée avec :
- Nakhodka (Russie),
- Dalian (Chine),
- Portsmouth (Royaume-Uni).